# Naft Maysan SC
Der Naft Maysan Sports Club (arabisch نادي نفط ميسان الرياضي), auch als Naft Missan bekannt, ist ein irakischer Fußballverein aus Amara im Gouvernement Maisan. Aktuell, Stand Oktober 2024, spielt der Verein in der ersten irakischen Liga.

## Erfolge
- Irakischer Zweitligavizemeister: 2012/13

## Stadion
Der Verein trägt seine Heimspiele im Maysan Olympic Stadium in Amara aus. Das Stadion hat ein Fassungsvermögen von 25.000 Personen.

## Aktueller Kader
Stand: September 2024
| Nr. |                | Position | Name             |
| --- | -------------- | -------- | ---------------- |
| 1   | Irak           | TW       | Hassan Najem     |
| 2   | Irak           | AB       | Mustafa Mohammed |
| 4   | Irak           | AB       | Mohannad Habeeb  |
| 5   | Elfenbeinküste | AB       | Alexandré Yeoule |
| 7   | Irak           | MF       | Jafar Nasser     |
| 8   | Irak           | MF       | Ahmed Mohammed   |
| 9   | Nigeria        | ST       | Okiki Afolabi    |
| 10  | Irak           | MF       | Alaa Saad        |
| 11  | Irak           | MF       | Ali Lateef       |
| 14  | Irak           | MF       | Haider Mohsin    |
| 14  | Irak           | AB       | Mohammed Salam   |
| 15  | Irak           | MF       | Wissam Saadoun   |
| 18  | Syrien         | MF       | Ali Koute        |
| 19  | Irak           | MF       | Hussein Ali      |
| 20  | Jemen          | ST       | Ahmed Maher      |
| 21  | Irak           | MF       | Obaida Kadhim    |

| Nr. |                | Position | Name                    |
| --- | -------------- | -------- | ----------------------- |
| 22  | Irak           | TW       | Hassan Najim            |
| 23  | Irak           | MF       | Sajjad Jabbar           |
| 24  | Elfenbeinküste | AB       | Soualio Dabilo Ouattara |
| 25  | Irak           | AB       | Hussein Mutar           |
| 26  | Irak           | AB       | Ammar Kadhim            |
| 27  | Irak           | AB       | Mohammed Saeed          |
| 31  | Irak           | MF       | Akram Raheem            |
| 32  | Nigeria        | MF       | Dare Olatunji           |
| 35  | Nigeria        | ST       | Usman Sale              |
| 36  | Irak           | MF       | Salam Mohammed          |
| 55  | Senegal        | ST       | Daouda Diémé            |
| 70  | Irak           | ST       | Ali Sabeeh              |
| 88  | Irak           | MF       | Abbas Fadhel            |
|     | Irak           | AB       | Mustafa Hadi            |
|     | Irak           | MF       | Murtadha Kassad         |

## Trainer
Stand: Oktober 2024
| Trainer           | von                | bis              |
| ----------------- | ------------------ | ---------------- |
| Abbas Obeid       | 30. Juni 2015      | 7. November 2015 |
| Ahmed Daham       | 8. November 2015   | 3. März 2016     |
| Ahmed Daham       | 7. August 2018     | 28. Juli 2020    |
| Razzaq Farhan     | 7. August 2018     | 5. März 2021     |
| Ahmed Khalaf      | 1. Juli 2021       | 30. Juni 2022    |
| Haitham Al-Shboul | 19. September 2023 | 30. Juni 2024    |
| Ali Abdul-Jabbar  | 12. April 2024     | ?                |
| João Prates       | 1. September 2024  |                  |